# Макиато
Макиа́то (эспрессо макиато; итал. caffè macchiato [kafˈfɛ mmakˈkjaːto]; букв. «запятнанный») — кофейный напиток, изготавливаемый путем добавления к эспрессо минимального количества («пятнышка») молока, обычно взбитого.
Макиато существенно крепче и ароматнее, казалось бы, сходного по ингредиентам капучино. Подобно капучино, служит основой для латте-арта. При добавлении ледяного молока именуется итал. Freddo, горячего — итал. Caldo.

Состав макиато

Традиционный итальянский макиато (порция не более 40 мл) получают из одной порции эспрессо (30 мл) путём добавления сверху чайной ложки («пятнышка») молока. Также популярен рецепт, в котором в эспрессо сверху кладется барной ложкой капелька очень нежной молочной пены (не более 15 мл).

## За пределами Италии
За пределами Италии, особенно в странах Нового света, под названием макиато клиентам часто подают эспрессо и молоко в пропорции 1:1, то есть подобие латте, только меньшего объёма. В Австралии и ряде других стран такой способ приготовления носит название «пикколо латте» (итал. piccolo latte — дословно «малое молоко»).
Один из рецептов приготовления такого напитка: на дно высокого стакана наливается немного холодного молока, затем осторожно, стараясь не смешивать слои, — горячее молоко и взбитая молочная пена, а затем медленно, тонкой струёй сквозь пену вливается эспрессо.